# Европеус, Даниэль
Давид Эммануэль Даниэль (Танели) Европеус (фин. David Emmanuel Daniel (Taneli) Europaeus; 1 декабря 1820, Савитайпале — 15 октября 1884, Санкт-Петербург) — финский фольклорист, археолог, этнограф.

## Биография
Родился в семье пастора. В 1844 году, после окончания немецкого лицея в Выборге, поступил в Гельсингфорсский университет.
В 1845—1853 годах собирал в Восточной Финляндии, Олонецкой и Санкт-Петербургской губерниях фольклор финнов, карелов, вепсов, ижоры, води, ингерманландских финнов и материалы для финско-шведского словаря. В 1847 году совместно с Августом Альквистом и Пааво Тикканеном основал газету «Суометар» (фин. Suometar).
Записал около 2500 рун, многие из которых были включены Элиасом Лённротом во вторую редакцию эпоса «Калевала».
В 1872—1879 годах производил археологические раскопки в Тверской и Новгородской губерниях.
Автор научных публикаций на финском, шведском, немецком и русском языках.
Был сторонником индо-уральской гипотезы, а также весьма непопулярной в XIX веке теории африканского происхождения человека (за что получил от современников прозвище «Индо-Европеус-Африканус»).
Умер и похоронен в Санкт-Петербурге, в декабре 1884 года перезахоронен на кладбище «Хиетаниеми» в Гельсингфорсе.

## Сочинения
- Об угорском народе, обитавшем в средней и северной России, в Финляндии и в северной части Скандинавии до прибытия туда нынешних их жителей (1874)[4].

Данное сочинение, в котором Европеус искал топонимические следы угров по всей Восточной Европе и даже в Африке, было дилетантским даже для своего времени. М. Фасмер характеризовал его выводы как «фантазии». Несмотря на то, что идеи Европеуса безнадёжно устарели, некоторые региональные исследователи продолжают поиск «угро-самодийской» топонимии в разных районах Восточной Европы (например, М. Г. Атаманов в Удмуртии).

## Память
В 1999 году на родине Даниэля Европеуса в Савитайпале был установлен памятник учёному и открыт музей, именем Даниэля Европеуса названа средняя школа.